# Frank Kopel
Frank Kopel (Falkirk, 28 maart 1949 – Kirriemuir, Angus (Schotland), 16 april 2014) was een Schots voetballer die als verdediger speelde. Hij speelde 407 wedstrijden voor Dundee United in de periode tussen 1972 en 1982.
Kopel speelde ook voor Manchester United, Blackburn Rovers en Arbroath.
Kopel was de laatste jaren druk met campagne voeren en geld ophalen voor zijn stichting "Frank Kopel Alzheimers Awareness Campaign", met name via de sociale media.
Hij overleed op 65-jarige leeftijd na een strijd tegen dementie.